# 마쓰우라 히데아키
마쓰우라 히데아키(일본어: 松裏 英明, 1971년 6월 25일 ~ )는 일본의 전 축구 선수이다.

## 구단 경력
과거 방포레 고후에서 활동하였다.